# Antara ibn Shaddad

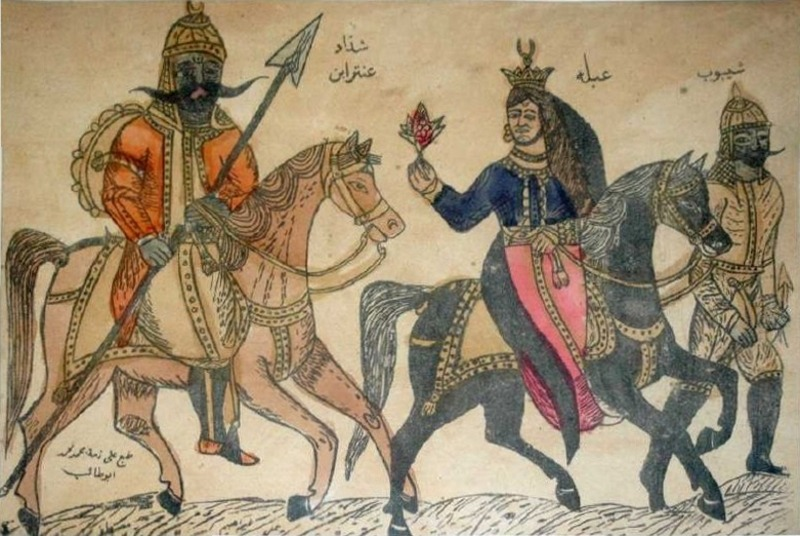
ʿAntara e ʿAbla raffigurati in un dipinto del XIX secolo.

ʿAntara Ibn Shaddād al-ʿAbsī (in arabo عنترة بن شداد العبسي‎?; Najd, 525 – 608) è stato un poeta arabo, e guerriero pre-islamico famoso per le sue poesie e per la sua vita avventurosa.

## Biografia

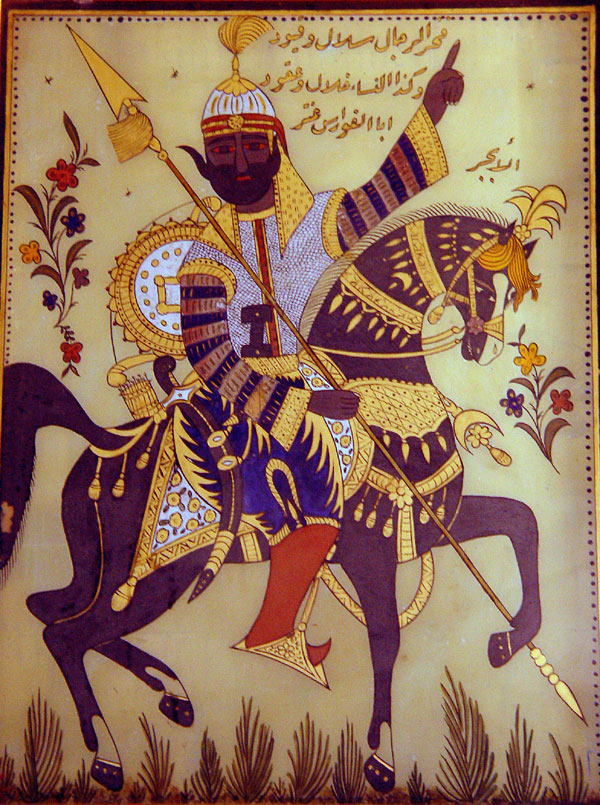
'Antara raffigurato in un antico manoscritto

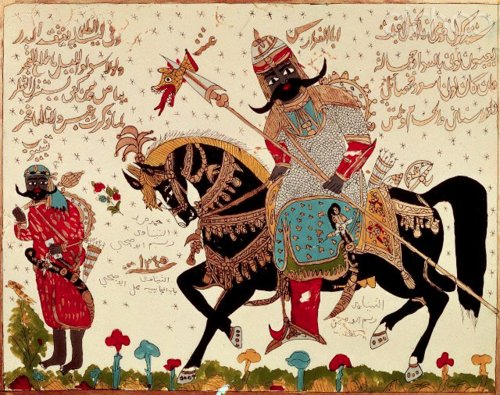
'Antara raffigurato in un antico manoscritto.
Anche in questo caso la raffigurazione della persona è accettata come del tutto normale, come in un numero davvero imponente di altri casi, al di là della pretesa del divieto islamico di ritrarre esseri umani.

Nacque all'interno della tribù degli ʿAbs, nella regione del Najd. Suo padre, Shaddād, era un rispettato arabo, mentre la madre, Zubayba, era una schiava di colore etiopica, catturata dagli Arabi in margine a una guerra. La sua pelle era quindi scura e inoltre il suo labbro inferiore leporino gli procurò il soprannome di "al-falḥaʾ, ossia "la Spaccata".
Durante l'adolescenza e la gioventù praticò lavori servili poiché era figlio di una concubina. Ottenne però la libertà durante la guerra di Dāhis e Ghabrā, quando il padre gli ordinò di combattere, ottenendo un rifiuto proprio perché era schiavo e sapeva solo mungere; a queste parole, Shaddād lo affrancò. In seguito compì gesti coraggiosi che aiutarono i Banu 'Abs durante la guerra e così venne accolto a pieno titolo nella tribù. Qui ʿAntara si innamorò di una sua cugina, ʿAbla, che sposò prima ancora di essere affrancato.
Partecipò alle guerre tra gli ʿAbs e le tribù del Dubai e in quella che per lui fu fatale, contro la tribù dei Ṭayyʾ, in cui fu ucciso da una freccia che gli spezzò la colonna vertebrale.

## Poetica
Dal punto di vista letterario, sono giunti fino a noi alcuni suoi versi, anche se qualche storico ne contesta l'autenticità, tra i quali la celebre muʿallaqa, ossia la "qaṣīda rimata in M(im)".
I temi principali che si intrecciano nei suoi versi sono l'amore per ʿAbla, l'erotismo, la vita nel deserto, la descrizione della natura, di animali, come quando paragonò la bocca d'una donna a:
(Trad. di Francesco Gabrieli, La letteratura araba, p.  39)
come pure la descrizione di battaglie (non a caso il poeta fu chiamato anche "l'Achille arabo"), mescolata alla passione muliebre:
(Trad. di F. Gabrieli, op. cit., p. 38)
(Trad. di F. Gabrieli, op. cit., p. 38.)
Il tono è fondamentalmente epico e talvolta l'autore si lascia trascinare da invettive.
Ma i due aspetti che emergono sono la figura romantica dell'autore, unita al desiderio di propagandare l'ideale di uguaglianza, per emancipare e liberare dalla oppressione le persone di sangue misto, tra cui si annoverano vari altro poeti come lui, chiamati non senza disprezzo Aghribat al-ʿArab

## Sīrat ʿAntar
La sua vita leggendaria costituì la base e il perno di una lunga tradizione letteraria romanzesca, iniziata intorno all'VIII secolo e ancora fertile intorno al XII secolo, denominata Sīrat ʿAntar, ossia "Vita di ʿAntara".
La trama della vasta epopea descrive ʿAntara come figlio di un emiro e di una schiava, conferma il suo riconoscimento da parte della tribù grazie al suo valore di guerriero, ed esaspera il suo rapporto con la moglie, definita come donna indegna dell'amore di ʿAntara.

Secondo i racconti leggendari, ʿAntara entrò a Mecca e riuscì ad ottenere proprio lì il riconoscimento dell'alto valore della propria poesia. Dopo aver combattuto gli infedeli, durante un viaggio in Etiopia, scoprì che sua madre era nobile.

Dopo aver raggiunto tutti questi obiettivi, il condottiero e poeta, ormai vecchio e stanco, perisce per mano di un nemico.

Questa opera rappresentò il modello di tutti i romanzi di cavalleria arabi e nel corso dei secoli, l'eroe arabo-pagano si trasformerà nell'eroe islamico che combatte i nuovi infedeli, ai tempi delle crociate.
Il compositore russo Nikolai Rimsky-Korsakov compose nel 1868 il brano per orchestra "Antar", ispirato al personaggio.